# 安路生
安路生（1965年11月14日—），江西省安义县石鼻镇人。上海铁道大学（现并入同济大学）毕业。现担任国家铁路局副局长。

## 个人经历
1986年到2004年间历任南昌铁路局向塘西站见习生、运转主任、副站长；鹰潭站站长:163；南昌铁路局总调度长、局长助理、副局长；北京铁路局石家庄铁路分局局长等职。
2005年3月18日武汉铁路局成立，任武汉铁路局局长。
2006年12月，调任铁道部任总调度长。2008年4月28日，胶济铁路发生列车相撞事故。同年5月汶川大地震后任成都铁路局局长。
2009年3月14日，任上海铁路局局长，党委委员、常委、副书记(原武汉铁路局副局长武勇接任成都铁路局局长)。2009年4月17日，公示为副部级待遇。
2010年5月7日，重新出任铁道部总调度长。2011年7月24日， 甬台温铁路列车追尾事故后，重新出任上海铁路局局长。
2013年1月，任铁科院院长。
2013年4月，任中共上海市闸北区委副书记，区政府代区长。2013年8月任中共上海市闸北区委副书记，区政府区长。2015年3月26日，任中共上海市闸北区委书记，区政府区长。静安区、闸北区合并之后，2015年12月，任中共上海市静安区委书记。
2018年9月，任国家铁路局副局长。